# Татьяна Ларина
Татьяна Дмитриевна Ларина, в замужестве княгиня  — главная героиня романа «Евгений Онегин» Александра Пушкина. Эталон и пример для бесчисленных женских персонажей в произведениях многих русских писателей, «национальный тип» русской женщины, пылкой и чистой, мечтательной и прямодушной, стойкого друга и героической жены.

## Описание

### Имя
Имя «Татьяна», выбранное поэтом для своей героини, позже стало чрезвычайно популярным во многом благодаря роману. Однако в начале XIX века оно считалось «простонародным», старомодным, и Пушкин даже специально оговаривает: «Впервые именем таким / страницы нежные романа / мы своевольно освятим». Сначала, как свидетельствуют черновики, он думал назвать её «Наташа». Примерно треть упоминаний о ней — как о «Тане».

### Внешность
Поэт противопоставляет темноволосую Татьяну прекрасной златокудрой и румяной Ольге: «никто б её назвать прекрасной не мог». Татьяна не привлекает ни красотой, ни румяной свежестью, имеет «бледный цвет и вид унылой». Когда она приезжает в Москву, местные барышни находят её «что-то странной, / провинциальной и жеманной, / и что-то бледной и худой, / а впрочем, очень недурной», при появлении в театре «не обратились на неё ни дам ревнивые лорнеты, ни трубки модных знатоков».

### Характер и манеры
В начале книги нам представлена застенчивая барышня-подросток. Она «дика, печальна, молчалива, как лань лесная боязлива», не умеет ласкаться к родителям, «и часто целый день одна / сидела молча у окна» (2, XXV), задумчива. Мотив необщительных детей был распространён в романтической литературе. По описанию Ленского, она «грустна и молчалива, как Светлана» (персонаж баллады Жуковского). Позже Пушкин упоминает «её рассеянную лень» (7, XLIV).
По прошествии нескольких лет замужняя дама Татьяна взрослеет и кардинально меняется: «Она была нетороплива, / Не холодна, не говорлива, / Без взора наглого для всех, / Без притязаний на успех (…) Всё тихо, просто было в ней, / Она казалась верный снимок / Du comme il faut…» (8, XIV). «Никто б не мог её прекрасной / Назвать; но с головы до ног / Никто бы в ней найти не мог / Того, что модой самовластной / В высоком лондонском кругу / Зовётся vulgar» (8, XV). Теперь это равнодушная княгиня, неприступная богиня роскошной царственной Невы.
Язык. Татьяна Ларина, как представительница дворянского сословия своего времени, отнюдь не свободно владела русским языком, переписку вела на французском: «Она по-русски плохо знала, / Журналов наших не читала, / И выражалася с трудом / На языке своём родном, / Итак, писала по-французски…» (III, XXVI). (Здесь, впрочем, поэт имеет в виду не бытовую, разговорную русскую речь, «а речь письменную, литературную», как уточняет Ю. М. Лотман в своём комментарии к роману. «Она не владела письменным стилем и не могла свободно выражать в письме те оттенки чувств, для которых по-французски находила готовые, устоявшиеся формы. Любовное письмо требовало слога более книжного, чем устная речь», — поясняет литературовед.) И всё же, по выражению Пушкина, Татьяна — «русская душою, / Сама не зная почему» (5, IV).

### Занятия
Барышня Татьяна не предаётся традиционным девичьим занятиям: не вышивает, не играет в куклы; её, в отличие от сверстниц, не привлекают горелки и другие подвижные игры. Зато любит слушать страшные рассказы няни Филипьевны. «Татьяна верила преданьям / Простонародной старины, / И снам, и карточным гаданьям, / И предсказаниям луны. / Её тревожили приметы» (5, V). Возможно, страдает бессонницей, поскольку встаёт ещё затемно и встречает восход. «Предупреждать зари восход», как это делала Татьяна, было поведением романтическим. Неоднократно упоминается, что она любила сидеть молча у окна. Как отмечает Набоков, «селеноподобная душа Татьяны постоянно обращена к романтической уединенности, окно становится символом тоски и одиночества».

### Книги

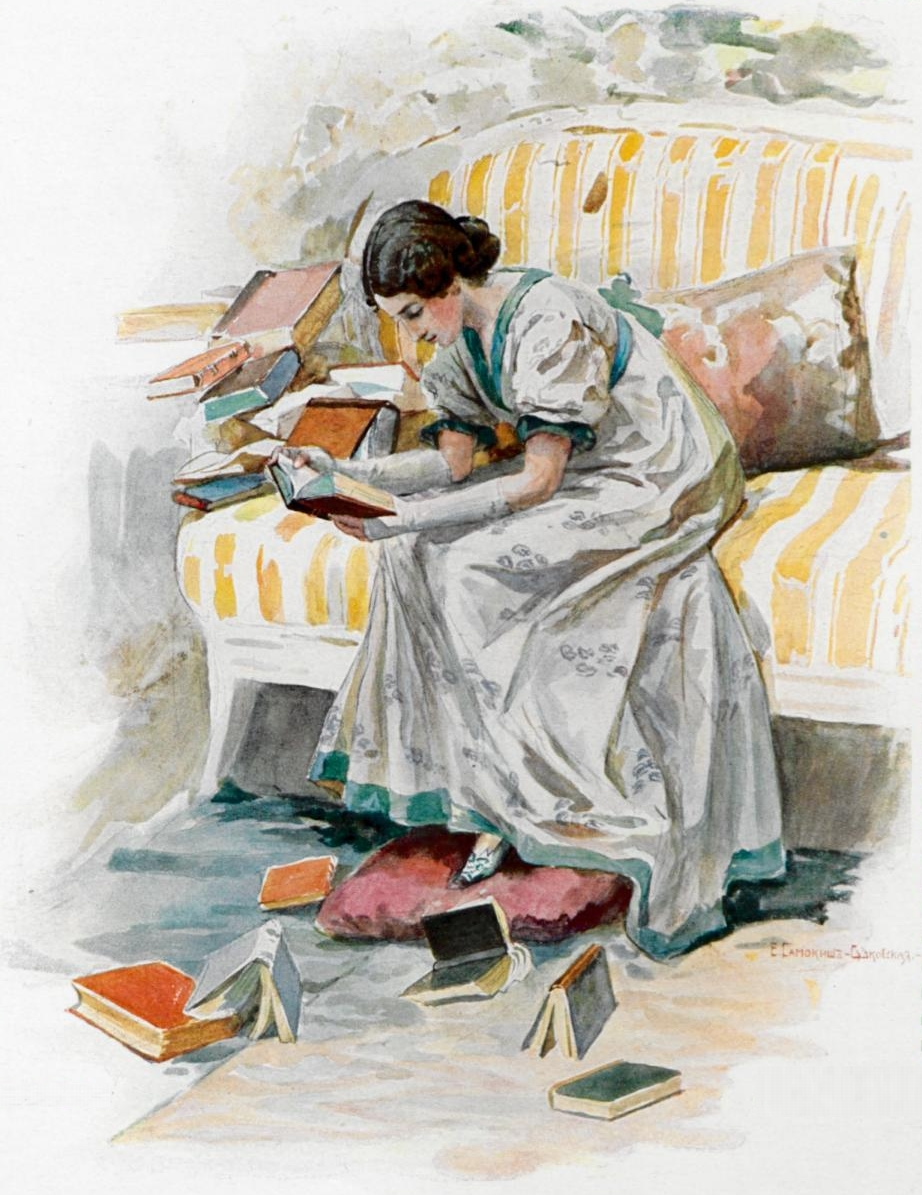
Е. П. Самокиш-Судковская, «Татьяна», Изд. Ришар (№ 680). СПб., между 1900 и 1904 годами

Её главное занятие — чтение: «Ей рано нравились романы; / Они ей заменяли всё; / Она влюблялася в обманы / И Ричардсона и Руссо» (2, XXIX). В круг её чтения входят книги Ричардсона «История сэра Чарльза Грандисона» и «Кларисса» (очевидно, в выхолощенном французском переводе аббата Прево), Руссо «Новая Элоиза», Софи Мари Коттен «Матильда», Юлия Крюденер «Валери, или Письма Гюстава де Линара к Эрнесту де Г…», мадам де Сталь «Дельфина», Гёте «Страдания юного Вертера». По мнению комментаторов, это характеризует иронично-критическое отношение Пушкина к чтению провинциальных барышень. Это книги добайроновского периода, особенно сентиментальные эпистолярные романы XVIII века. Набоков, анализируя любимые романы Татьяны, отмечает, что их героини остаются такими же верными своим мужьям, как позже Татьяна своему. Он также обращает внимание на «чувство едва ли не патологического уважения и своеобразную экзальтированную сыновнюю любовь, которую испытывают юные герои этих произведений к зрелым и необщительным супругам молодых героинь». Также она читает сонник Мартына Задеки. Книги оказывают сильное влияние на её поведение. Юрий Лотман пишет: «Текст письма Татьяны представляет собой цепь реминисценций в первую очередь из текстов французской литературы (…) Её собственная личность — жизненный эквивалент условной романтической героини, в качестве которой она сама себя воспринимает».

### Возраст
Юрий Лотман в комментариях к книге пишет, что Татьяна, вероятно, родилась в 1803 году, так как роман начинается в 1819-м, а летом 1820-го ей было 17. Это явствует из письма автора Вяземскому 29 ноября 1824 года в ответ на замечания относительно противоречий в письме Татьяны Онегину: «…письмо женщины, к тому же 17-летней, к тому же влюблённой!».
По версии Баевского, она старше: во-первых, поскольку стремительный увоз её на ярмарку невест сигнализирует о том, что Татьяна уже выходит из брачного возраста, а во-вторых, поскольку она бы не сумела занять такое видное место в свете и вызвать преклонение других дам, будь она всего лишь 20-летней (и особенно 17-летней, в случае первой версии).
Александр Ужанков предположил, что Татьяне в начале произведения было 13 лет. В подтверждение своей теории он, в частности, говорит, что в тексте самого романа Пушкин не один раз указывает на эту цифру — когда Евгений, прочтя письмо, думает о Татьяне: «Всё те же слышать возраженья, / Уничтожать предрассужденья, / Которых не было и нет / У девочки в тринадцать лет!», а также в диалоге Татьяны с няней, которая вспоминает своё девичество «в эти лета», то есть в возрасте Тани:

— …В эти лета

Мы не слыхали про любовь;

А то бы согнала со света

Меня покойница свекровь.

— Да как же ты венчалась, няня?

— Так, видно, Бог велел. Мой Ваня

Моложе был меня, мой свет,

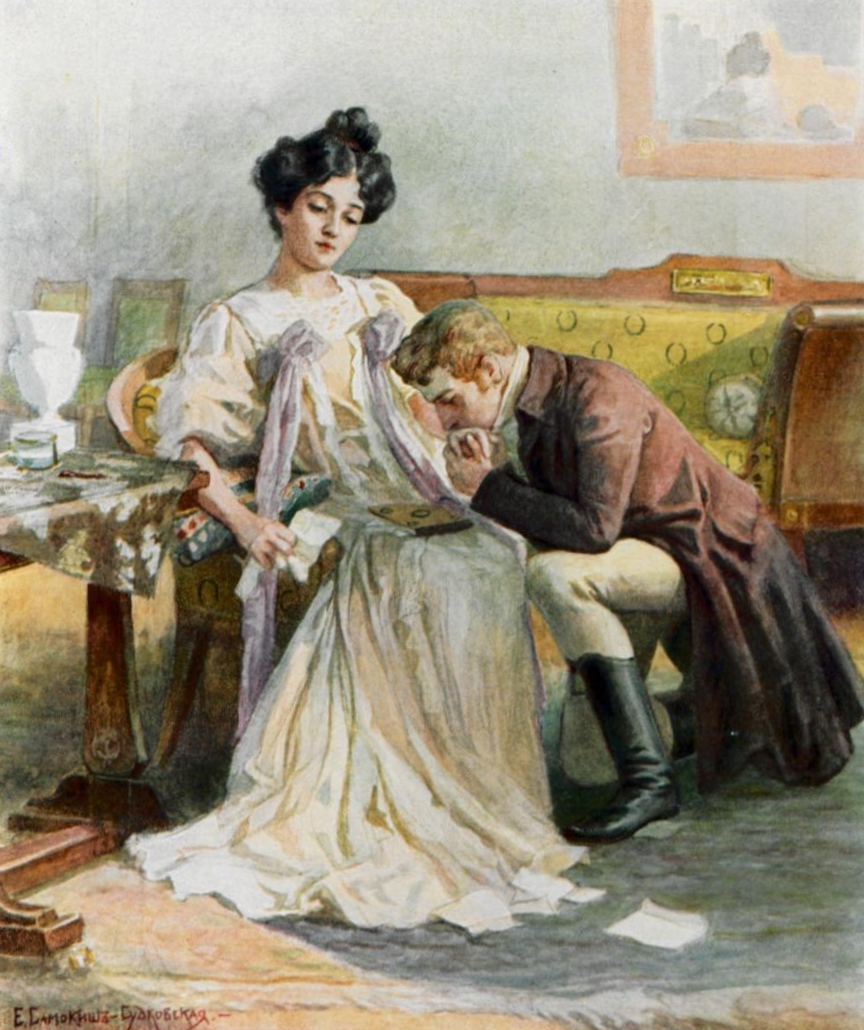
Иллюстрация Е. П. Самокиш-Судковской (до 1908 года)

А было мне тринадцать лет.
Во времена Пушкина браки в столь юном возрасте считались обыденностью и для крестьян, и для дворян, что подтверждают живые примеры истории. На детские, а не юношеские годы Татьяны указывают и такие строки: «Но куклы даже в эти годы / Татьяна в руки не брала; / Про вести города, про моды / Беседы с нею не вела. / И были детские проказы / Ей чужды…». Пушкин не раз называет Татьяну в момент первой встречи с Онегиным девочкой: «Но мой Онегин вечер целый / Татьяной занят был одной, / Не этой девочкой несмелой, / Влюблённой, бедной и простой, / Но равнодушною княгиней…» и через слова воспоминаний замужней Татьяны: «Не правда ль? Вам была не новость / Смиренной девочки любовь?».
Однако, если предполагать столь юный возраст Татьяны, то это делает невозможным ухаживания Ленского за её сестрой Ольгой, которая ещё младше Татьяны.

### Социальное положение

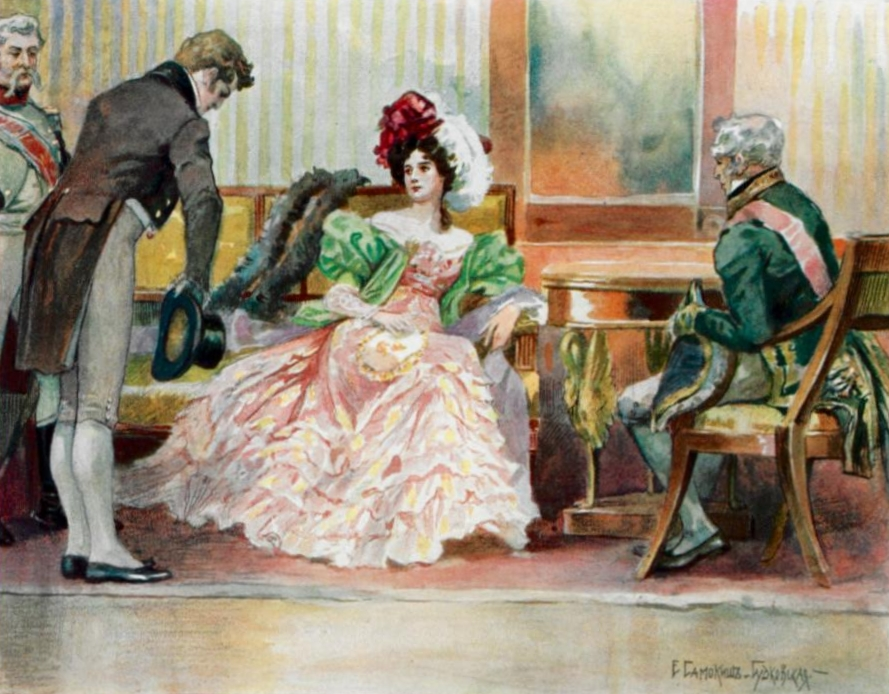
Иллюстрация Е. П. Самокиш-Судковской (до 1908 года)

Ларина — провинциальная барышня, её покойный отец — бригадир. Ларины жили в господском доме, состоящем по меньшей мере из 20 комнат, имели обширные земельные угодья, парк, цветник, огород, конюшни, скотный двор, поля и т. д. Вероятно, им принадлежало около 350 десятин (400 гектаров) земли, что считалось небольшим поместьем для этой области, и около 200 крепостных крестьян, не считая женщин и младенцев. От деревеньки ехать до Москвы — семь суток «на своих», не на почтовых.
Муж — «важный генерал» («толстый этот генерал», «холоднокровный генерал»), князь N, друг и родственник Онегина, «в сраженьях изувечен» и его за то «ласкает двор». К моменту его возвращения они женаты около двух лет и живут на набережной Невы, где обычно располагаются дворцы высшей аристократии. Расхожее представление, в том числе у Достоевского, что он был «старик». Однако «если в черновике строфы LIV главы 7-й и в полубеловике муж Татьяны — „[толстый] старый генерал“, то в болдинском варианте бывшей 9-й (ныне последней) главы романа Пушкин его омолодил, сделав почти ровесником Онегина и единомышленником его во „мненьях“: „С Онегиным он вспоминает [Затеи, мненья прежних лет] [Друзей, красавиц прежних лет] Они смеются…“». Очевидно, это достаточно молодой или среднего возраста мужчина, участник (судя по ранениям) войны 1812 года либо заграничного похода 1813—1814 гг.

## История

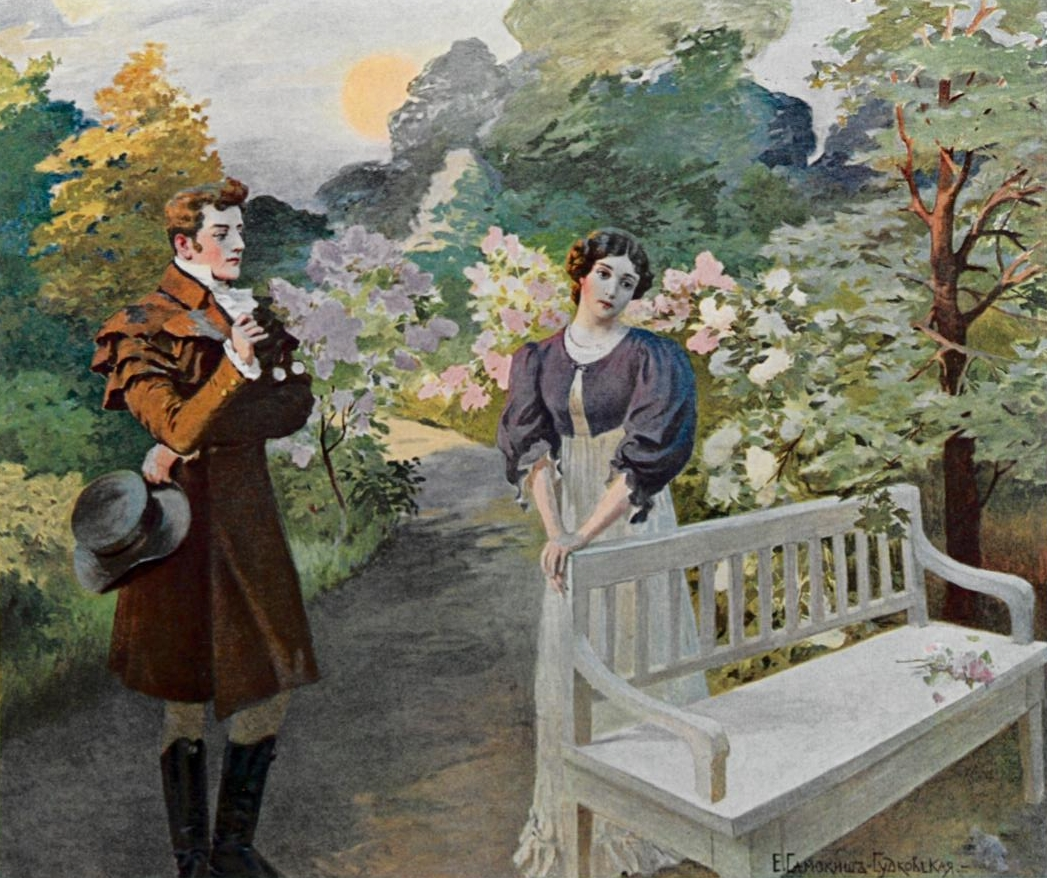
Иллюстрация Е. П. Самокиш-Судковской (до 1908 года)

Впервые Татьяна появляется во 2-й главе (XXIV). (В предисловии к отдельному изданию первой главы Пушкин указывает, что начало событий романа совпадает с концом 1819 года.) Её младшая сестра Ольга — предмет страсти онегинского соседа Владимира Ленского, через которого в дом Лариных попадает Онегин. На обратном пути из поместья оба приятеля обсуждают сестёр (3, V), и Евгений удивляется, что Владимир, будучи поэтом, влюбляется в скучную Ольгу, а не в меланхоличную Татьяну. Далее мысли его не заходят, в то время как у Лариных начинают судить-рядить, и прочат его в женихи Татьяне. «Пора пришла, она влюбилась». Начитавшись любовных романов, девушка воображает Онегина их героем и пишет ему любовное признание «Я к вам пишу — чего же боле? Что я могу ещё сказать?…» (III, «Письмо Татьяны к Онегину»). Через несколько дней после получения письма Онегин приезжает к ним в поместье, находит девушку в саду и делает ей выговор (4-я глава, начало).

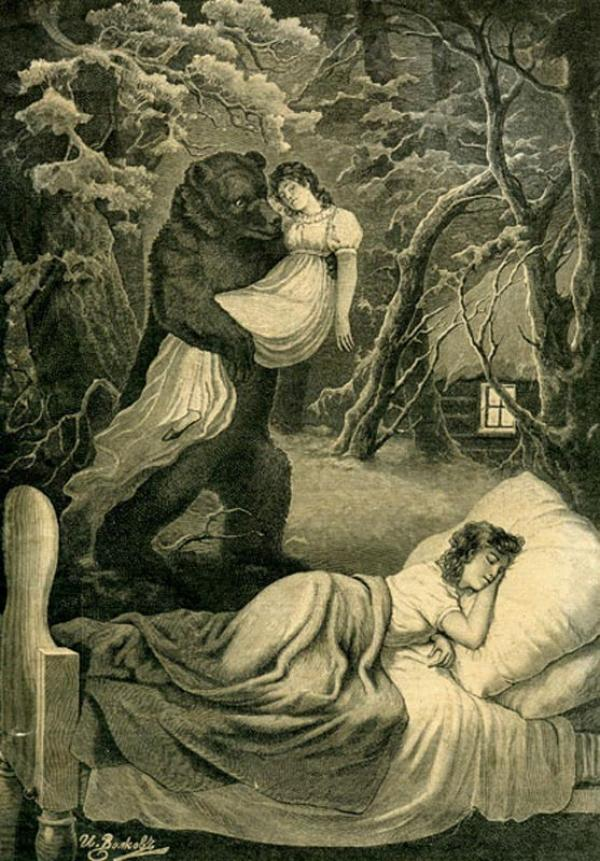
Шюблер с рисунка И. Волкова. «Сон Татьяны» (1891)

Пять месяцев спустя, в Татьянин день, на именины Лариной, Евгений и Владимир приезжают к ним в гости, причём до свадьбы с Ольгой остаётся всего недели две. Накануне на святках (25 декабря — 5 января) суеверная Татьяна гадает (5, Х), и в ночь на 6 января ей снится сон про лес и медведя, который оборачивается Евгением. Этот большой медведь оказывается «Онегину кумом, точно так же, как по-медвежьи толстый генерал, муж Татьяны, появляющийся в восьмой главе, оказывается онегинским роднёй и другом». На именинах Онегин, разозлённый тем, что Ленский притащил его с собой, флиртует с Ольгой, что влечёт за собой вызов на дуэль (5, XLV). После убийства Ленского, отъезда Онегина, а затем и свадьбы Ольги с уланом скучающая Татьяна забредает в опустевшее поместье Онегина (7, XV). Там она начинает читать его книги, в частности Байрона, и её посещает ужасающая мысль о предмете своей страсти: «Уж не пародия ли он? Москвич в Гарольдовом плаще…» (7, XXIV). Мельком упоминается, что она отказала искателям своей руки — Буянову, Ивану Петушкову, гусару Пыхтину. Примерно год спустя после дуэли, зимой, мать-старушка везёт Татьяну в Москву на ярмарку невест. Они останавливаются у кузины Алины в Харитоньевском переулке (бывший адрес самого Пушкина). На балу её замечает «какой-то важный генерал», «толстый этот генерал» (7, LIV), который берёт её в жёны.
Вернувшись из путешествия осенью 1824 года, Онегин при появлении в свете видит повзрослевшую Татьяну в малиновом берете (8, XIV), которая замужем около двух лет за важным генералом, князем, другом и родственником Онегина. «Ужель та самая Татьяна?» (8, XX). Он влюбляется безумно в светскую даму, которая вежливо его игнорирует. Ослабевший, он пишет письмо: «Но чтоб продлилась жизнь моя, / Я утром должен быть уверен, /Что с вами днем увижусь я» (8, «Письмо Онегина к Татьяне»). Затем он засыпает её кучей писем, на которые нет ответа. При встрече в свете она сурова, на лице лишь след гнева. Это происходит зимой, Онегин надолго запирается в своей квартире, а когда наступает март, нежданно приезжает к Татьяне и застает её плачущей над своим письмом. «Но я другому отдана; Я буду век ему верна», говорит она. Татьяна удаляется, Онегин застывает в одиночестве и слышит звон шпор входящего мужа.

## Прототипы

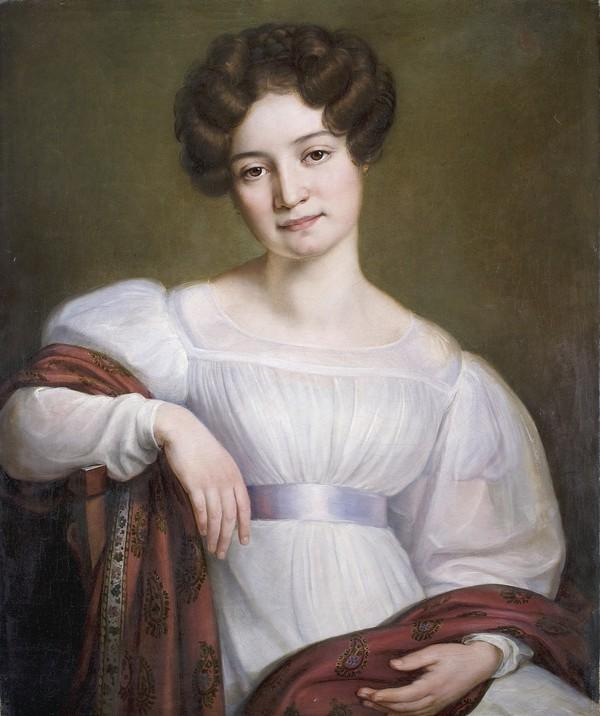
Мария Николаевна Раевская (Волконская)

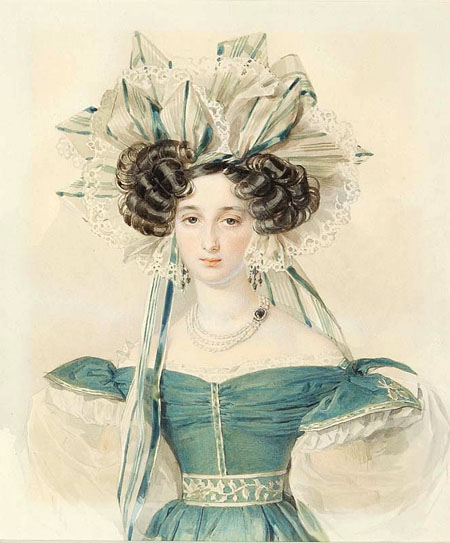
Елизавета Ксаверьевна Воронцова

Определение прототипов тех или иных персонажей «Евгения Онегина» занимало как читателей-современников, так и исследователей. В мемуарной и научной литературе накопился довольно обширный материал, посвящённый попыткам связать героев пушкинского романа с теми или иными реально существовавшими лицами. Критический просмотр этих материалов заставляет крайне скептически отнестись и к степени их достоверности, и к самой плодотворности подобных поисков.
— Юрий Лотман
Однако «так как сам Пушкин писал, что у Татьяны был прототип, то исследователи, естественно, его искали».

### Версии
- Одна из барышень Тригорского[15][16] , например Анна Петровна Керн[17] или Евпраксия Вульф. День именин Евпраксии приходится на Татьянин день 12 января. Но Ольга и Татьяна обрисованы поэтом в Одессе, до его ссылки 1824—1826 годов. До этого он был в Михайловском в июле—августе 1817 года, когда «молодым Вульф-Осиповым было 8—12 лет; в поле зрения Пушкина могла быть только Анна Николаевна Вульф, но трудно найти женщину, характерологически менее похожую на Татьяну Ларину»[14].
- Российский и советский литературовед, директор Пушкинского Дома П. Сакулин на основе анализа писем поэта В. А. Жуковского, Марии Андреевны и ее матери Екатерины Афанасьевны Протасовых, приводил версию Татьяны в образе 13-летней Марии Протасовой, возлюбленной Жуковского. В своей работе «М. А. Протасова-Мойер по её письмам» (Известия отделения русского языка и словесности имп. Академии наук) Сакулин проследил формирование личности девушки, (имевшей как и в поэме младшую сестру) сыгравшей важную роль в судьбе и творчестве одного из зачинателей русского романтизма. Мария, по его словам, была «живой pendant» героини «Евгения Онегина» «и вообще женским типам начала XIX в.».
- Сёстры Раевские, в том числе жена декабриста Мария Волконская. Однако «они не были „уездными барышнями“, да и по многим другим причинам никто из них не подходит к Татьяне 2—6-й глав». Тем не менее Волконская может служить примером стойкости Татьяны из 2-й части[14].
- Елизавета Воронцова. В условном языке разговоров и переписке с Александром Раевским Пушкин, видимо, именовал «Татьяной» какую-то близкую ему женщину (высказывалось предположение, что именно Воронцову, однако Лотман считает это сомнительным). С версией о Воронцовой согласен Губер[18]: он основывается на предположении, что характер Онегина основывается на Раевском, возлюбленном Воронцовой, таким образом, Воронцова оказывается «Татьяной».
- Авдотья Норова, влюблённая в Чаадаева.
- Наталья Фонвизина, жена декабриста-генерала, была твёрдо уверена, что послужила прототипом. Её второй муж — Пущин, друг Пушкина, был согласен с ней[14].
- Сестра Пушкина Ольга — для Татьяны 1-го периода[14].

### Черты Пушкина
- Кюхельбекер пишет : «Поэт в своей 8 главе похож сам на Татьяну: для лицейского товарища, для человека, который с ним вырос и его знает наизусть, как я, везде заметно чувство, коим Пушкин переполнен, хотя он, подобно своей Татьяне, и не хочет, чтоб об этом чувстве знал свет»[19].

## Оценка критиками
- Сам Пушкин в предисловии к отдельному изданию «Путешествия Евгения Онегина» пересказывает: «П. А. Катенин (коему прекрасный поэтический талант не мешает быть и тонким критиком) заметил нам, что сие исключение [главы], может быть и выгодное для читателей, вредит, однако ж, плану целого сочинения; ибо чрез то переход от Татьяны, уездной барышни, к Татьяне, знатной даме, становится слишком неожиданным и необъясненным. — Замечание, обличающее опытного художника. Автор сам чувствовал справедливость оного…».
- Белинский пишет: «Татьяна — существо исключительное, натура глубокая, любящая, страстная. Любовь для неё могла быть или величайшим блаженством, или величайшим бедствием жизни без всякой примирительной середины. При счастии взаимности любовь такой женщины — ровное, светлое пламя; в противном случае — упорное пламя, которому сила воли, может быть, не позволит прорваться наружу, но которое тем разрушительнее и жгучее, чем больше оно сдавлено внутри. Счастливая жена, Татьяна спокойно, но тем не менее страстно и глубоко любила бы своего мужа, вполне пожертвовала бы собою детям, вся отдалась бы своим материнским обязанностям, но не по рассудку, а опять по страсти, и в этой жертве, в строгом выполнении своих обязанностей нашла бы своё величайшее наслаждение, своё верховное блаженство. И всё это без фраз, без рассуждений, с этим спокойствием, с этим внешним бесстрастием, с этою наружною холодностью, которые составляют достоинство и величие глубоких и сильных натур»[20][21].
- Достоевский: «Не такова Татьяна: это тип твёрдый, стоящий твёрдо на своей почве. Она глубже Онегина и, конечно, умнее его. Она уже одним благородным инстинктом своим предчувствует, где и в чём правда, что и выразилось в финале поэмы. Может быть, Пушкин даже лучше бы сделал, если бы назвал свою поэму именем Татьяны, а не Онегина, ибо бесспорно она главная героиня поэмы. Это положительный тип, а не отрицательный, это тип положительной красоты, это апофеоз русской женщины, и ей предназначил поэт высказать мысль поэмы в знаменитой сцене последней встречи Татьяны с Онегиным. Можно даже сказать, что такой красоты положительный тип русской женщины почти уже и не повторялся в нашей художественной литературе — кроме разве образа Лизы в „Дворянском гнезде“ Тургенева…»[20][22].

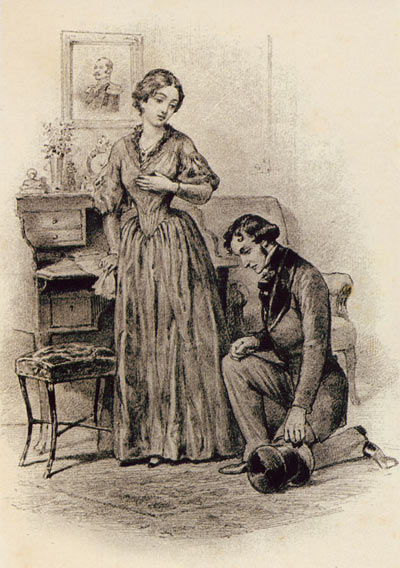
Онегин и Татьяна

- Дмитрий Писарев относится к ней критически и выставляет практически деревенской дурочкой. «Её болезненно развитое воображение постоянно создаёт ей поддельные чувства, поддельные потребности, поддельные обязанности, целую искусственную программу жизни, и она выполняет эту искусственную программу с тем поразительным упорством, которым обыкновенно отличаются люди одержимые какой-нибудь мономанией. (…) Очутившись в руках своего нового хозяина, она вообразила себе, что она превращена в украшение генеральского дома; тогда все силы её ума и её воли направились к той цели, чтобы на это украшение не попало ни одной пылинки. Она поставила себя под стеклянный колпак и обязала себя простоять под этим колпаком в течение всей своей жизни. И сама она смотрит на себя со стороны и любуется своей неприкосновенностью и твёрдостью своего характера. (…) Само по себе чувство Татьяны мелко и дрябло, но по отношению к своему предмету это чувство точь-в-точь такое, каким оно должно быть; Онегин — вполне достойный рыцарь такой дамы, которая сидит под стеклянным колпаком и обливается горючими слезами; другого, более энергического чувства Онегин даже не выдержал бы; такое чувство испугало и обратило бы в бегство нашего героя; безумная и несчастная была бы та женщина, которая из любви к Онегину решилась бы нарушить величественное благочиние генеральского дома»[23].
- Д. Овсянико-Куликовский: «Татьяна вышла у Пушкина сильнее духом, чем Онегин, но поэт вовсе не имел в виду представить свою героиню, как образец сильного женского характера. Вместе с тем, и столь необходимая в данном случае идеализация образа сделана Пушкиным с большой сдержанностью. Татьяна не поставлена на пьедестал. В создании этого образа Пушкин остаётся всё тем же реалистом не покидающим почвы действительности, каким он обнаружился в Онегине, столь же мало идеализированным». «Не нужно быть пророком, чтобы предсказать, что художественный образ пушкинской Татьяны останется в нашей литературе навсегда. После него был создан целый ряд женских характеров, из которых некоторые принадлежат к первостепенным созданиям искусства. Но ни блестящий сонм тургеневских женщин, ни женские натуры, так глубоко разработанные Л. Н. Толстым, ни другие образы, которые, не будучи первостепенными созданиями искусства, однако, способны заинтересовать нас, по своему содержанию, больше Татьяны, — все они, вместе взятые, не могли до сих пор заставить нас забыть Татьяну Пушкина»[20].
- Владимир Набоков комментирует: «Татьяна как „тип“ (любимое словечко русской критики) стала матерью и бабушкой бесчисленных женских персонажей в произведениях многих русских писателей — от Тургенева до Чехова. Литературная эволюция превратила русскую Элоизу — пушкинское соединение Татьяны Лариной с княгиней N — в „национальный тип“ русской женщины, пылкой и чистой, мечтательной и прямодушной, стойкого друга и героической жены. В исторической действительности этот образ стал ассоциироваться с революционными чаяниями, в ходе последующих лет вызвавшими к жизни по крайней мере два поколения нежных, высокообразованных и притом невероятно отважных молодых русских дворянок, готовых жизнь отдать ради спасения народа от правительственного гнёта. Немало разочарований поджидало эти чистые татьяноподобные души, когда жизнь сталкивала их с реальными крестьянами и рабочими, простые люди, которых они пытались образовывать и просвещать, им не верили и их не понимали. Татьяна исчезла из русской литературы и из русской жизни перед самой Октябрьской революцией, когда власть взяли в свои руки мужчины-реалисты в тяжёлых сапогах. В советской литературе образ Татьяны был вытеснен образом её младшей сестры, ставшей теперь полногрудой, бойкой и краснощёкой девицей. Ольга — это правильная девушка советской беллетристики, она помогает наладить работу завода, разоблачает саботаж, произносит речи и излучает абсолютное здоровье»[2].

## В культуре
- Василий Львович Пушкин, дядя поэта, в благодарность за то, что племянник упомянул в «Евгении Онегине» персонажа его поэмы «Опасный сосед» Буянова, упомянул Татьяну в своей четырёхстопной поэме, «Капитан Храбров» (1829), где некая гостья сообщает капитану: «Я очень занимаюсь чтеньем, / И романтизм меня пленил: / Недавно Ларина Татьяна / Мне подарила Калибана»[2].

### Кинематограф
- «Евгений Онегин» (1911). В роли Татьяны — Любовь Варягина.
- «Онегин» (1999). В роли Татьяны — Лив Тайлер.

экранизации опер:
- «Евгений Онегин» (1958). В роли Татьяны — Ариадна Шенгелая, озвучивает Галина Вишневская.
- «Евгений Онегин» (2002). В роли Татьяны — Ольга Гурякова.
- «Онегин» (2023). В роли Татьяны — Лиза Моряк.

## В астрономии
В честь Татьяны Лариной назван астероид (769) Татьяна, открытый в 1913 году российским астрономом Григорием Неуйминым.